# Nomada besseyi
Nomada besseyi är en biart som beskrevs av Swenk 1913. Nomada besseyi ingår i släktet gökbin, och familjen långtungebin. Inga underarter finns listade i Catalogue of Life.